# Бисјер (Лоаре)
Бисјер (фр. Bussière) је насељено место у Француској у региону Центар, у департману Лоаре.
По подацима из 2011. године у општини је живело 800 становника, а густина насељености је износила 22,71 становника/km².

## Демографија
| 1962. | 1968. | 1975. | 1982. | 1990. | 2011. |
| ----- | ----- | ----- | ----- | ----- | ----- |
| 524   | 531   | 545   | 644   | 715   | 800   |